# PUUR Noordwijk
PUUR Noordwijk is een lokale politieke partij in de gemeente Noordwijk, in de Nederlandse provincie Zuid-Holland. Ze werd op 13 november 2009 opgericht door de toenmalig voorzitters Ruud Dessing en Leon van Ast als fusiepartij van de lokale partijen 'Verenigd Noordwijk' (opgericht in 1993 door Peter van Bockhove) en 'WenS' (opgericht in 2005 door Hak van Nes). De politieke ambitie van de nieuwe partij was het karakter van Noordwijk te behouden en daarbij de inwoners centraal te stellen. Deze zouden meer moeten worden betrokken bij de beslissingen van de gemeenteraad. Met het oog op de gemeenteraadsverkiezingen van 21 november 2018 veranderde PUUR Noordwijk haar naam in PUUR.

## Gemeenteraadsverkiezingen 2010
Bij de gemeenteraadsverkiezingen van 2010 werd PUUR Noordwijk gelijk de grootste politieke partij, ze behaalde 7 van de 21 raadszetels. Met VVD en CDA werd op 21 april 2010 een coalitieakkoord gesloten: "Het zonne-akkoord in regentijd". Voor PUUR Noordwijk namen Gerben van Duin en Leon van Ast zitting in het college van burgemeester en wethouders. Hak van Nes werd voorzitter van de fractie van PUUR Noordwijk in de gemeenteraad. Hij werd per 1 augustus 2012 opgevolgd door Taetske Visser-Danser.  

## Gemeenteraadsverkiezingen 2014
Bij de gemeenteraadsverkiezingen van 2014 behaalde PUUR Noordwijk een verkiezingsoverwinning met 8 van de 21 raadszetels. Daarop werd met Lijst Salman, PvdA/GroenLinks en D66 op 19 mei 2014 een coalitieakkoord gesloten met als thema "Denk Mee, Doe Meer". PUUR Noordwijk nam met twee wethouders zitting in het college van burgemeester en wethouders. Leon van Ast besloot af te zien van een tweede termijn als wethouder vanwege aanhoudende intimidaties aan zijn privé-adres. Gerben van Duin en Hans Bakker werden daarop benoemd tot wethouder. Taetske Visser-Danser werd wederom de fractievoorzitter van PUUR Noordwijk.

## Gemeenteraadsverkiezingen 2018
PUUR Noordwijk veranderde vanwege de fusie tussen de gemeente Noordwijk en Noordwijkerhout haar naam in PUUR voor de gemeenteraadsverkiezingen van 21 november 2018. Haar kandidatenlijst was v.w.b. het aantal gemeenteraadskandidaten een afspiegeling van de nieuwe gemeente met 32 kandidaten uit Noordwijk, 10 uit Noordwijkerhout en 8 uit de Zilk. PUUR behaalde 4 van de 27 raadszetels en werd daarmee de grootste partij in de kern Zilk, de 4e partij in de kern van Noordwijkerhout en de 2e partij in de kern van Noordwijk. 